# Ungheni
Ungheni (AFI: /uŋˈɡenʲ/) é a sétima maior cidade da Moldávia e capital do distrito homónimo. Possui uma população de 38 100 (dados de 2012).